# 殭屍帳號
殭屍帳號，又稱為僵屍粉絲、幽靈粉絲、傀儡，是指社交媒體上不發言、不上線也不瀏覽內容的帳號。在 Twitter 和 Instagram 等平台上存在著大量殭屍帳號。这些殭屍帳號關注/追蹤其他帳號，但從不為人按讚、留言、私訊和發佈貼文。
殭屍帳號可以由真人或社交平台機器人創建。有些商家或網紅甚至素人為了顯示自身在社交平台上受歡迎而選擇購買大量殭屍帳號 。社交媒體盛行以來，購買粉絲已經成為很普遍的現象，而這些購買而來的粉絲大多都是僵屍賬號、幽靈賬號。

## 特征

### 僵屍粉絲賬號
用戶名通常由一串沒有规律或意義的數字或字母組成，沒有頭像，沒有發表任何言論。注册時間较短但关注的人很多。

### 購買粉絲
買入僵屍粉絲的人通常擁有很多粉絲，但是按讚、留言數却很低，也就是賬號的互動率很低。粉絲大多具有殭屍賬號特征。雖然也有可能是被其他人惡意購買僵屍粉絲並灌入其賬號。